# Holochelus pakistanus
Holochelus pakistanus är en skalbaggsart som beskrevs av Keith 2006. Holochelus pakistanus ingår i släktet Holochelus och familjen Melolonthidae. Inga underarter finns listade i Catalogue of Life.